# Іанеті
Іанеті (груз. იანეთი) — село в Грузії.
За даними перепису населення 2014 року в селі проживає 2016 осіб.